# Bremse (1932)
«Бремзе» (нім. Bremse) — навчальний артилерійський корабель німецьких Рейхсмаріне та Крігсмаріне, який використовувався для артилерійської підготовки військово-морського персоналу у стрільбі з корабельної зброї різних типів та калібрів. Водночас корабель використовувався для випробування нових дизельних двигунів, які згодом використовувалися на броненосцях типу «Дойчланд».

## Історія створення
«Бремзе» був закладений 22 квітня 1930 року на верфі компанії Reichsmarinewerft Wilhelmshaven у Вільгельмсгафенв. 24 січня 1931 року він був спущений на воду, а 14 липня 1932 року увійшов до складу ВМС Веймарської республіки.

## Історія слуюби
У вересні 1939 року під час вторгнення до Польщі «Бремзе» супроводжував допоміжні мінні загороджувачі «Танненберг» та «Ганзештадт Данциг», а в жовтні супроводжував військові транспорти в Балтійському морі. Потім він повернувся до артилерійської школи в Кілі, де перебував до березня 1940 року.
У квітні 1940 року, під час операції «Везерюбунг», «Бремзе» брав участь у атаці на Берген. Його обстріляла норвезька берегова артилерія та два снаряди калібру 21 см влучили в корпус корабля; згодом його відремонтували в Ставангері. Пізніше, 1 листопада, «Бремзе» випадково протаранив пароплав «Донау» біля Бергена, отримавши незначні пошкодження.
У червні 1941 року «Бремзе» був відправлений назад до Кіля для супроводу. 30 липня його бомбардували британські торпедоносці «Альбакор» та винищувачі «Фулмар» з авіаносця «Вікторіос», але він залишився неушкодженим.

### Загибель
6 вересня 1941 року під час супроводу транспортів «Траутенфельс» та «Барселона» «Бремзе» був атакований британськими крейсерами «Найджерія» та «Аврора» поблизу Магерой-фіорду. «Бремзе» зміг відтягнути крейсери від транспортів на себе, щоб ті могли втекти, поки навчальний корабель не був потоплений у нічній артилерійській дуелі, 160 членів екіпажу загинули.